# Steven Creyelman
Steven Creyelman, né le 25 octobre 1972 à Termonde, est un homme politique belge, membre du Vlaams Belang (VB).

## Biographie
Steven Creyelman nait le 25 octobre 1972 à Termonde.
Aux élections législatives fédérales de 2019, Steven Creyelman est élu à la Chambre des Représentants.
En décembre 2023, son frère aîné Frank Creyelman était également politiquement actif au sein du Vlaams Belang, mais a été expulsé du parti en décembre 2023 pour avoir accepté des pots-de-vin contre un rôle d'informateur pour les services de renseignement chinois. Le nom de Steven Creyelman figurait également dans le dossier, car il avait fait une intervention au Parlement en octobre 2022 au sujet de « violences d'inspiration politique contre le gouvernement chinois » par des militants à Hong Kong, présentant de fortes similitudes avec une question posée au parlement allemand par un député d'extrême droite qui s'étant avérée avoir été approché par les services de renseignement chinois. En tant que président de la commission parlementaire sur les achats de l'armée, il a eu accès à des informations sensibles, le Parlement a demandé une enquête sur l'éventuelle implication de Steven Creyelman dans ce dossier, et ce dernier a remis sa démission quelques jours plus tard,.